# Cinema sonor

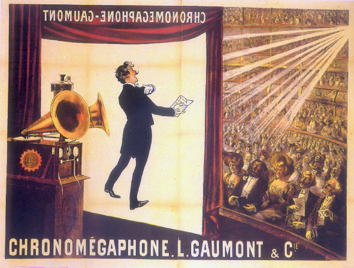
Cartell de 1902 anunciant les pel·lícules sonores de Gaumont amb un ampli públic optimista.

El cinema sonor és aquell en què la pel·lícula incorpora so sincronitzat, o so tecnològicament apariat amb imatge, a diferència del cinema mut. La primera exhibició pública coneguda de cinema sonor projectat va tenir lloc a París el 1900, però passarien dècades abans que la sincronització fiable fos comercialment pràctica. La primera projecció comercial de pel·lícules amb so completament sincronitzat se situa a la ciutat de Nova York l'abril de 1923. Els primers anys després de la introducció del so, les pel·lícules que incorporaven diàlegs sincronitzats van ser conegudes com a "pel·lícules sonores". El primer llargmetratge presentat originalment com una pel·lícula sonora va ser El cantant de jazz, estrenada l'octubre de 1927. S'ha trobat a la Biblioteca del Congrés dels Estats Units una cinta del 1923 (quatre anys abans d'El cantant de jazz) on apareix Concha Piquer.
A principis dels anys 1930, les pel·lícules sonores ja eren un fenomen global. Als Estats Units, van ajudar a assegurar la posició de Hollywood com un dels sistemes culturals/comercials més potents del món. A Europa (i, en menor grau, a altres llocs) el nou format va ser tractat amb desconfiança per molts directors de cinema i crítics, que creien que centrar-se en els diàlegs perjudicaria la principal virtut estètica del cinema mut. Al Japó, on la popular tradició de cinema integrava cinema mut amb interpretacions vocals en directe, les pel·lícules sonores van arrelar amb gran lentitud. A l'Índia, el so va ser l'element transformador que va portar a la ràpida expansió de la indústria del cinema del país, que des de principis dels anys 1960 és la indústria cinematogràfica més productiva en el món.

## Història

### Primers passos
Per més detalls sobre aquest tema, vegeu cinetoscopi. 

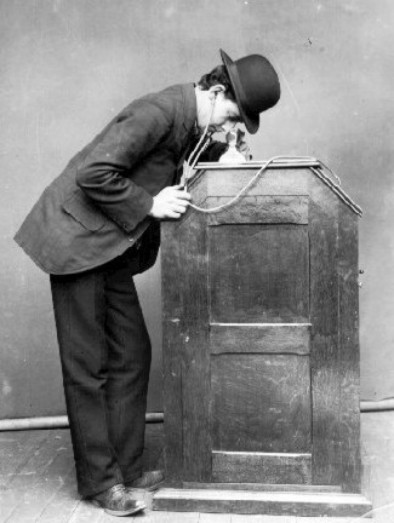
Home utilitzant un kinetòfon d'Edison (foto publicitària, 1895)

La idea de combinar imatges en moviment amb so gravat és gairebé tan antiga com el mateix concepte de cinema. El 27 de febrer de 1888, pocs dies després que el pioner fotogràfic Edward Muybridge fes una conferència no gaire lluny del laboratori de Thomas Edison, els dos inventors es van reunir en privat. Muybridge va afirmar més tard que en aquella ocasió, sis anys abans de la primera exhibició d'una pel·lícula comercial, va proposar un esquema per al cinema sonor que combinaria el seu projector d'imatges zoopraxiscopi amb la tecnologia de so gravat d'Edison. No es va arribar a cap acord, però durant un any Edison es va encarregar del desenvolupament del cinetoscopi, essencialment un sistema de "visionat ràpid", com a complement visual per al seu cilindre fonogràfic. Els dos aparells van ser refosos en el quinetòfon el 1895, però aquest permetia únicament el visionat individual d'imatges en moviment i va ser ràpidament desplaçat per la projecció de cinema. El 1899 es va exhibir a París el Cinemacrofonògraf o Fonorama, un sistema similar al quinetòfon però que projectava la imatge, basat principalment en el treball de l'inventor suís François Dussaud. Tanmateix, requeria l'ús individual d'auriculars. Els francesos Clément-Maurice Gratioulet i Henri Lioret van desenvolupar el Phono-Cinéma-Théâtre, basat en el cilindre, que permetia presentar curtmetratges d'extractes de teatre, òpera i ballet en l'Exposició de París de 1900. Aquestes semblen les primeres pel·lícules exhibides públicament amb la projecció tant d'imatge com de so gravat.
Malgrat tot, persistien tres problemes importants que van dur les imatges en moviment i el so gravat a evolucionar per separat durant una generació:
1. Sincronització - La imatge i el so es gravaven i reproduïen per aparells separats, cosa que dificultava iniciar la gravació simultànimaent i mantenir-ne la sincronització.[5]
2. Volum de reproducció - Mentre que els projectors d'imatges en moviment prompte permeteren que el cinema es mostrés a audiències més grans que el teatre, la tecnologia d'àudio abans del desenvolupament de l'amplificació elèctrica no podia omplir satisfactòriament grans espais.
3. Fidelitat de l'enregistrament - Els sistemes de l'època produïen so de molt baixa qualitat, excepte si els intèrprets es col·locaven directament davant dels voluminosos aparells d'enregistrament (altaveus de trompeta, en general), cosa que límitava extraordinàriament el tipus de pel·lícules que podien crear-se amb so gravat en directe.

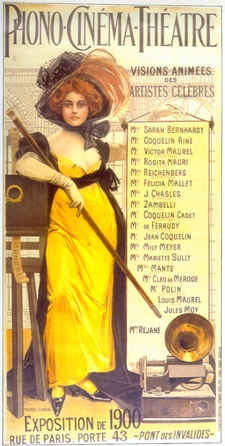
Anunci de les "Visons animades" utilitzant el sistema Gratioulet-Lioreta l'Exposició de Paris de 1900, on Sarah Bernhardt mostra una llista d'"artistes cèlebres" que surten a les filmacions

Intentant superar el problema fonamental de sincronització de diferents maneres, s'originà un nombre creixent de sistemes d'imatges en moviment que depenien de discos de vinil conegut com a tecnologia so en disc. A aquests enregistraments se'ls deia sovint "discs berlinesos", no per la captila alemanya, sinó en honor d'un dels principals inventors en aquest camp, el germano-estatunidenc Emile Berliner. Léon Gaumont va mostrar un sistema que sincronitzava mecànicament un projector de cinema i un plat de tocadiscs en l'Exposició Universal de París de 1900. El 1902, el seu cronòfon, que emprava una connexió elèctrica acabada de patentr pel mateix Gaumont, va ser mostrat en la Societat Fotogràfica Francesa. Quatre anys més tard, va introduir el Elgéphone, un sistema d'amplificació d'aire comprimit basat en l'Auxetophone que havien desenvolupat els inventors britànics Horace Short i Charles Parsons. Malgrat les altes expectatives, les innovacions de so de Gaumont van tenir només un èxit comercial limitat, ja que les successives millores encara no solucionaven satisfactòriament els tres problemes bàsics del so en el cinema i eren més cares. Durant alguns anys, el Cameraphone de l'inventor nord-americà E. E. Norton va ser el principal competidor del sistema de Gaumont (algunes fonts difereixen en si el Cameraphone estava basat en disc o en cilindres), però també va acabar fracassant per les mateixes raons.
Les innovacions van continuar en altres fronts. El 1907, el francès Eugene Lauste -que havia treballat al laboratori d'Edison entre 1886 i 1892- se registrar la primera patent de tecnologia de so òptic, que emprava la transformació del so en ones de llum que eren gravades fotogràficament de manera directa en cel·luloide. Com descrivia l'historiador Scott Eyman,

Era un sistema doble, és a dir, el so i la imatge estaven en cintes de cel·luloide diferents […] En essència, el so es capturava amb un micròfon i es traduïa en ones de llum a través d'una vàlvula de llum, una fina cinta de metall sensible sobre una petita escletxa. El so que arribava a aquesta cinta es convertiria en llum per la vibració del diafragma, enfocant les ones de llum obtingudes mitjançant l'escletxa, on seria fotografiat en un suport de cel·luloide, en una cinta d'una desena part de polzada d'ample.

Encara que el so òptic finalment es convertiria en l'estàndard universal per a cinema sonor sincronitzat, Lauste mai va explotar amb èxit les seves innovacions, que van quedar en un carreró sense sortida. El 1913, Edison va introduir un nou aparell de so sincronitzat basat en cilindres com el seu quinetòfon de 1895, però que en comptes de mostrar les pel·lícules individualment en la cambra del kinetoscopi, les projectava en una pantalla. El tocadiscs es connectava per una complicada sèrie de politges fins al projector de cinema, permetent -sota condicions ideals- la sincronització. Les condicions, però, eren rarament ideals i el nou quinetòfon millorat va ser retirat després de poc més d'un any.
Altres pel·lícules sonores, basades en una varietat de sistemes, van ser fetes abans dels anys 1920, generalment amb intèrprets sincronitzant els llavis amb enregistraments d'àudio prèviament fets. Però durant molts anys els caps dels principals estudis de cinema de Hollywood van veure poc benefici a produir pel·lícules sonores. Així aquestes pel·lícules van ser relegades, juntament amb les pel·lícules de color, a l'estat de curiositat.

### Innovacions crucials
Uns sèrie de desenvolupaments tecnològics van contribuir a fer el cinema sonor comercialment viable a la fi dels anys 1920. L'assoliment de la reproducció de so sincronitzat es va produir bàsicament per dos camins:
 So òptic avançat  - El 1919, l'inventor nord-americà Lee De Forest va registrar diverses patents que portarien a la primera tecnologia de so òptic amb aplicació comercial. En el sistema de De Forest, la pista de so era gravada fotogràficament en un costat de la mateixa cinta de la pel·lícula per a crear una còpia composta o "casada". Així, si s'aconseguia una correcta sincronització del so i la imatge en la gravació, la sincronia en la reproducció estava garantida. Durant els següents quatre anys, va millorar el seu sistema amb l'ajut de material i patents autoritzades per un altre inventor nord-americà, Theodore Case. A la University of Illinois, l'enginyer investigador d'origen polonès Joseph Tykociński-Tykociner va estar treballant independentment en un procés similar. El 9 de juny de 1922, va fer la primera demostració d'una pel·lícula amb so òptic als membres de l'American Institute of Electrical Engineers. Com amb Lauste, el sistema de Tykociner mai resultaria comercial, però el de De Forest sí.
El 15 d'abril de 1923, al Teatre Rivoli de la ciutat de Nova York, es va projectar el primer film comercial amb so òptic. El programa de la sessió esdevindria l'estàndard futur: una sèrie de curts sota la bandera de De forest Phonofilms, acompanyant una pel·lícula muda. Aquell juny, De Forest va entrar en una llarga batalla legal amb un empleat, Freeman Harrison Owens, pel dret d'una de les patents crucials de Phonofilm. Encara que De Forest va guanyar el cas als tribunals, Owens és reconegut avui com un innovador central en aquest camp. El mateix any, Lee DeForest presentà també la pel·lícula "Concha Piquer", amb la cantant espanyola recitant i cantant en castellà i portuguès. L'any següent, l'estudi de De Forest va estrenar el primer film comercial dramàtic sonor: la pel·lícula (amb llargada de dues bobines) Love's Old Sweet Song, dirigida per J. Searle Dawley i protagonitzada per Una Merkel. L'especialitat de Phonofilms, però, no eren drames originals sinó documentals de celebritats, actes de música popular i representacions de comèdia. El President Calvin Coolidge, el cantant d'òpera Abbie Mitchell i estrelles de vodevil com Phil Baker, Ben Bernie, Eddie Cantor i Oscar Levant aparegueren a les pel·lícules de la firma. Hollywood va romandre recelós, fins i tot temerós, de la nova tecnologia. Com l'editor de Photoplay James Quirk va escriure al març de 1924, "Les pel·lícules sonores han estat perfeccionades, diu Dr Lee De Forest. També ho està l'oli de ricí." El procediment de De Forest continuà usant-se fins al 1927 als Estats Units en dotzenes de curts de Phonofilms, al Regne Unit va ser emprat uns pocs anys més, tant en curtmetratges com en llargmetratges, per British Sound Film Productions, una filial de British Talking Pictures, que va comprar els principals actius de Phonofilm. A finals de 1930, el negoci de Phonofilm seria liquidat.
A Europa, altres també estaven treballant en el desenvolupament de so òptic. El mateix any que De Forest va registrar les seves primeres patents en aquest camp, tres inventors alemanys van patentar el sistema de so Tri-Ergon. El 17 setembre de 1922, van presentar una projecció pública de produccions amb so òptic-incloent-hi una pel·lícula sonora dramàtica, Der Brandstifter (El piròman) -davant d'una audiència convidada a l'Alhambra Kino de Berlín. El 1923, dos enginyers danesos, Axel Petersen i Arnold Poulsen, patentaren un sistema on el so era gravat en tires de diapositives separades funcionant en paral·lel amb la bobina d'imatges. Gaumont autoritzaria i posaria breument la tecnologia per a ús comercial sota el nom Cinéphone. Però el que portaria a l'eclipsi de Phonofilms va ser la competència dins els mateixos Estats Units. El setembre del 1925, l'acord de treball entre De Forest i Case s'havia trencat. El juliol següent, Case es va unir a Fox Film, el tercer estudi més gran de Hollywood, per fundar la Fox-Case Corporation. El sistema desenvolupat per Case i el seu ajudant, Earl Sponable, amb el nom de Movietone, va esdevenir la primera tecnologia de so òptic viable controlada per un estudi cinematogràfic de Hollywood. L'any següent, Fox va comprar els drets en Amèrica del Nord del sistema Tri-Ergon, encara que el va trobar inferior a Movietone i va considerar virtualment impossible d'integrar els dos sistemes diferents per aprofitar-los. El 1927, també, Fox va retenir els serveis de Freeman Owens, de qui valorava l'habilitat per construir cambres per a pel·lícules sonores sincronitzades.

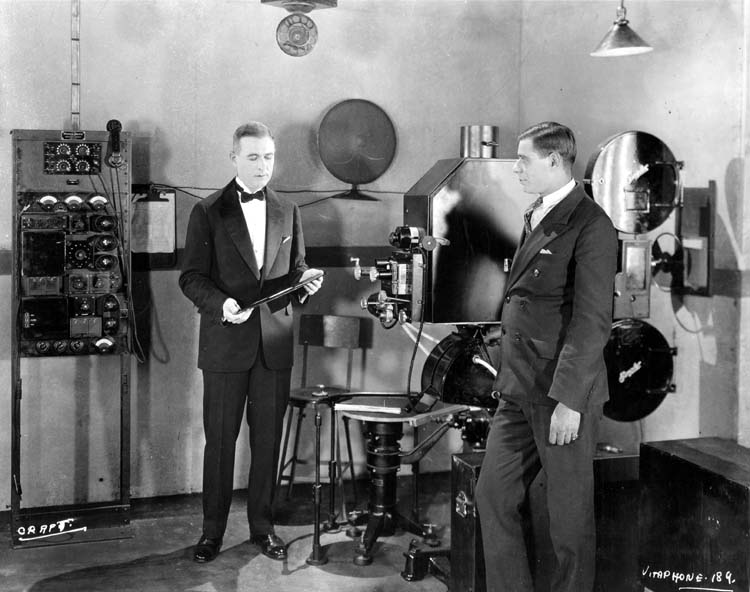
El Vitaphone, sistema sound-on-disc de Western Electric. L'enginyer E. B. Craft (de cara) sosté el disc amb la banda sonora. Foto de 1926.

Advanced sound-on-disc  - En paral·lel amb les millores en la tecnologia sound-on-film (banda de so sobre la mateixa cinta de la imatge), unes quantes empreses estaven fent progressos amb sistemes on el so de la pel·lícula era gravat en discos fonogràfics. En la tecnologia sound-on-disc ("so-sobre-disc") de l'època, un plat fonogràfic era connectat mecànicament a un projector de cinema especialment modificat, per assegurar la sincronització. El 1921, el sistema sound-on-disc Photokinema desenvolupat per Orlando Kellum va ser emprat per afegir seqüències de so sincronitzat a la fallida pel·lícula muda  Dream Street  de D. W. Griffith. Per fer-ho es van gravar una cançó d'amor, interpretada per l'estrella Ralph Graves, i una seqüència d'efectes vocals en directe. Segons sembla, també es van gravar les escenes de diàleg, però els resultats no van ser sfactoris i la versió dialogada no es va arribar a presentar en públic. La versió amb la cançó d'amor afegida sí que es va estrenar l'1 de maig de 1921 al teatre Town Hall de la ciutat de Nova York, quedant registrada -gairebé per casualitat- com el primer llargmetratge amb una seqüència vocal gravada en directe. No n'hi hauria d'altres durant més de sis anys.

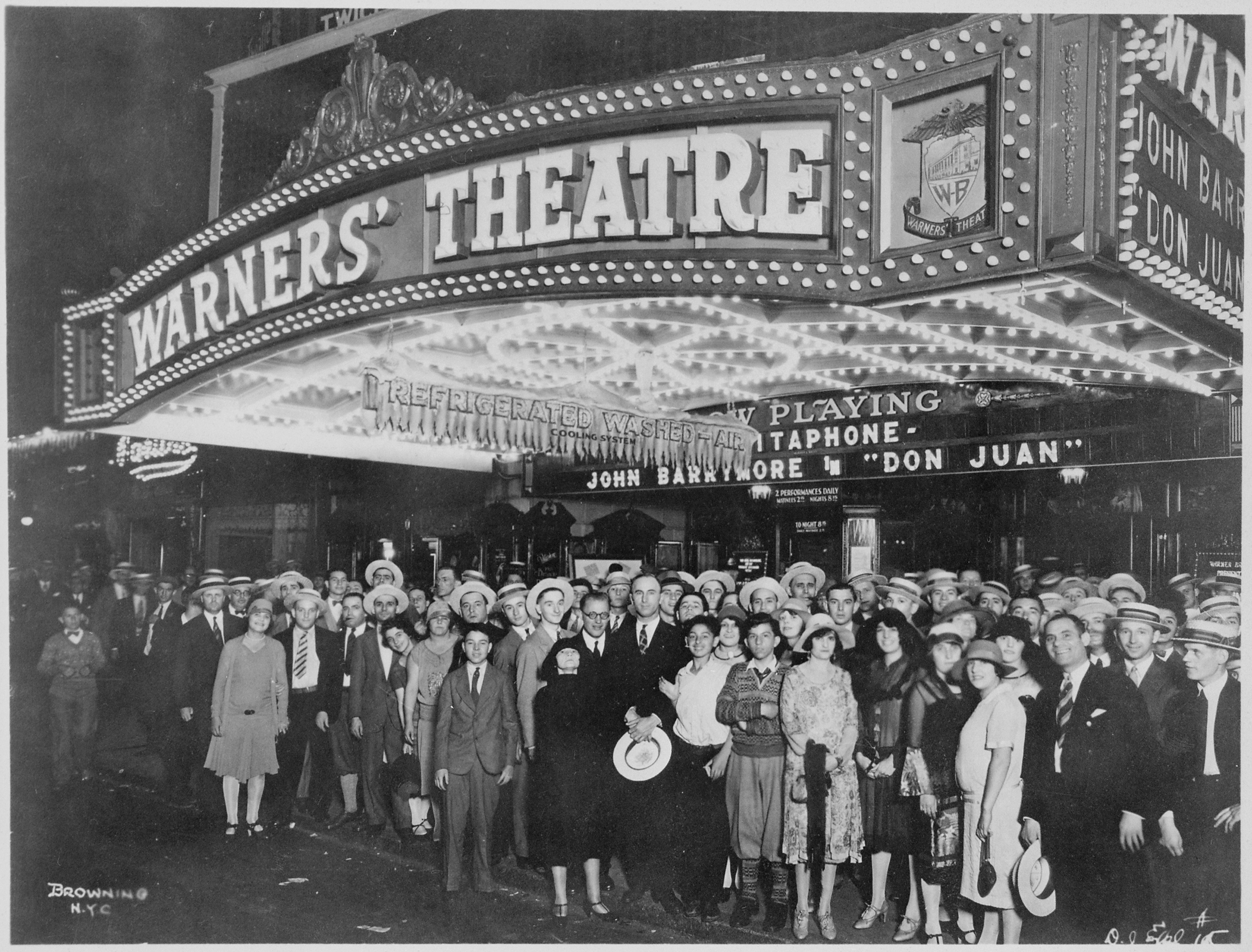
Estrena de la pel·lícula Don Juan al Warner's Theater de Nova York

El 1925, Warner Bros, llavors un petit estudi de Hollywood amb grans ambicions, va començar a experimentar amb els sistemes sound-on-disc en els Vitagraph Studios de Nova York, que havia comprat recentment. La tecnologia de Warner Bros, anomenada Vitaphone, va ser presentada públicament el 6 d'agost de 1926, amb l'estrena de la pel·lícula de gairebé tres hores Don Juan, el primer llargmetratge a emprar un sistema de so sincronitzat de qualsevol tipus durant tota la pel·lícula. La seua banda sonora contenia música i efectes de so, però no diàleg gravat-en altres paraules, havia estat pensat i rodat com una pel·lícula muda. Acompanyant Don Juan, però, hi havia vuit curts d'interpretacions musicals, la majoria clàssiques, així com una introducció filmada de quatre minuts per Will H. Hays, president de la Motion Picture Association of America, tot amb so gravat en directe. Aquestes van ser les veritables primeres pel·lícules sonores exhibides per un estudi de Hollywood. Don Juan no seria estrenat comercialment fins al febrer de l'any següent, fent que el següent film de Warner Bros, The Better 'Ole, que era tècnicament similar i s'estrenà l'octubre de 1926, fos el primer llargmetratge amb so sincronitzat durant tota la pel·lícula projectat per a una àmplia audiència.
A la llarga, el sistema sound-on-film prevaldria sobre sound-on-disc per una sèrie d'avantatges tècnics fonamentals:
- Sincronització: cap sistema de connexió entre el fonògraf i el projector era completament fiable, i el so podia dessincronitzar-se a causa de salts en el disc o irregularitats en la velocitat de la pel·lícula, cosa que requeria una supervisió constant i ajustaments manuals freqüents.
- Edició: els discs no podien ser editats directament, limitant severament la capacitat de fer alteracions en les seves pel·lícules acompanyants després de l'edició original
- Distribució: els discs fonogràfics afegien despeses i complicació extra a la distribució de pel·lícules
- Ús i desgast: el procés físic de reproduir els discos els degradava i calia reemplaçar-los després d'aproximadament vint projeccions

Tanmateix, en els primers anys, sound-on-disc va tenir avantatges sobre el sound-on-film per dos factors considerables:
- Cost de producció i capital: era generalment menys car gravar so en un disc que en el cel·luloide i els sistemes d'exhibició principals –tocadiscos/connexió/projector –eren més barats de fabricar que els complexos projectors que llegien els patrons d'imatge i so requerits per sound-on-film
- Qualitat d'àudio: els discos de gramòfon, els Vitaphone en particular, tenien un rang dinàmic superior al de la majoria dels processos sound-on-film del moment, almenys durant les primeres reproduccions. Tot i que el sound-on-film tendia a tenir una millor resposta en freqüència, el seu efecte no compensava una major distorsió i soroll.

A mesura que la tecnologia sound-on-film millorava, però, aquests dos desavantatges van ser superats.
Un tercer conjunt d'innovacions crucials va marcar un important pas cap endavant tant en l'enregistrament en directe del so com per a la seva reproducció eficaç:

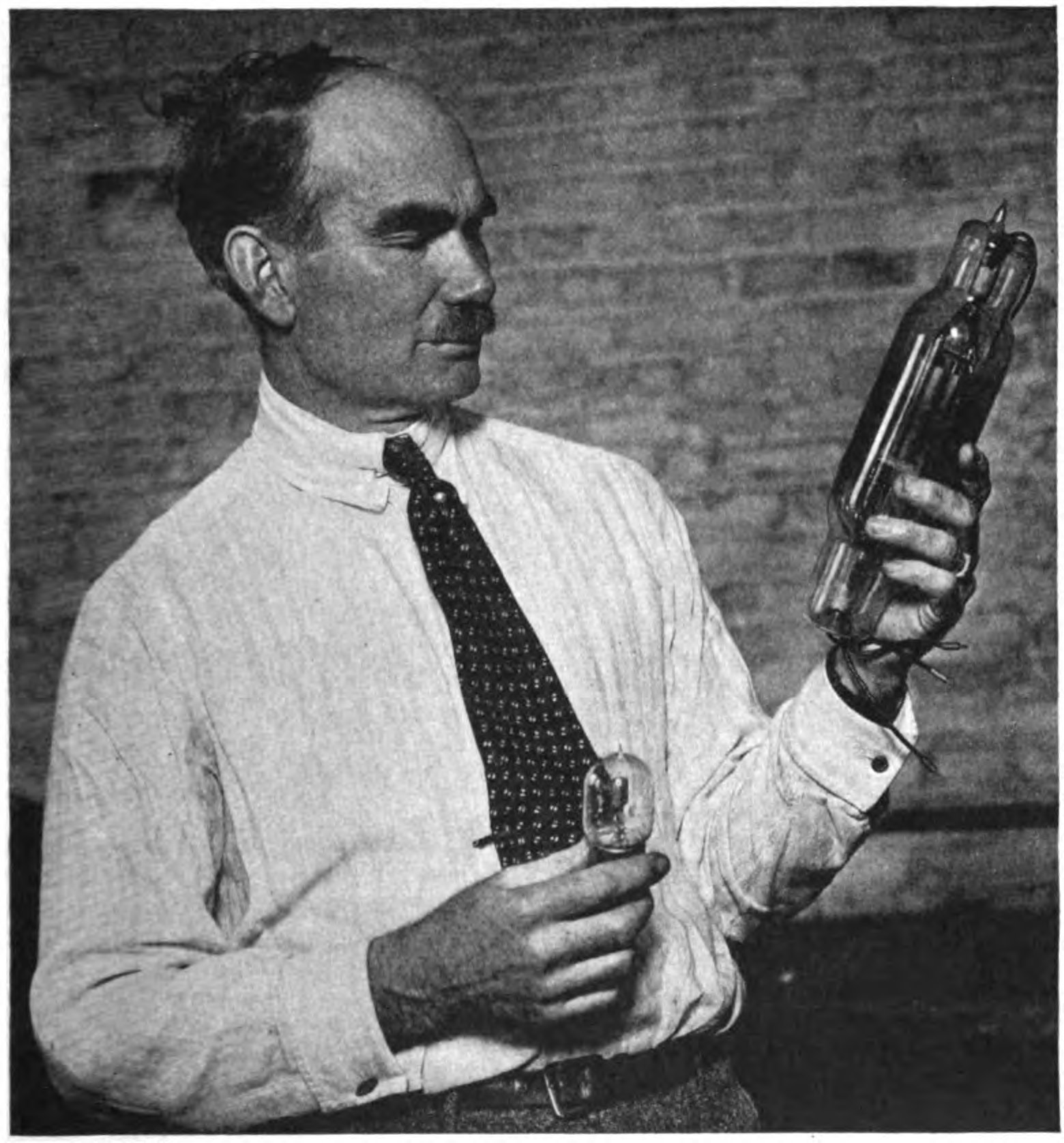
L'enginyer elèctric Lee De Forest, inventor de la vàlvula de buit de triode, essencial per a l'amplificació del so en el cinema, amb dos models de les seves vàlvules Audion.

Gravació i amplificació electrònica de fidelitat  - El 1913, Western Electric, divisió manufacturera d'AT & T, va comprar a Lee De Forest el seu Audion, predecessor de la vàlvula de buit de triode. En els anys següents la companyia va treballar en la seva millora per utilitzar en l'amplificació de so, per aplicar a diversos àmbits, des de privats a industrials. A partir del 1922, es dedicà intensivament a la tecnologia de gravació tant per sound-on-disc com per sound-on-film, i el 1925 va presentar un sistema d'àudio electrònic molt millorat, que emprava micròfons de condensador sensibles i gravadors de cinta de cautxú. Aquell mateix maig, l'empresari Walter J. Rich, autoritzat per Western Electric per explotar el sistema per a pel·lícules comercials, va fundar Vitagraph, de la qual Warner Bros en va adquirir la meitat tan sols un mes després. L'abril del 1926, els Warner van signar un contracte amb AT & T per l'ús exclusiu de la seva tecnologia de so per a pel·lícules. Amb el nom de Vitaphone, en els mesos següents va produir Don Juan i els curts que l'acompanyaven. Mentre Vitaphone va tenir accés exclusiu a les patents, la fidelitat de les gravacions fetes per les pel·lícules dels Warner va ser considerablement superior a les de la competència sound-on-film. Mentrestant, Bell Labs -el nou nom dels laboratoris de recerca d'AT & T- treballava a un ritme frenètic en tecnologia sofisticada d'amplificació de so que permetés reproduir els enregistraments a un volum que omplís el teatre. Va instal·lar el seu nou sistema d'altaveus de bobina mòbils al Teatre de Warners de Nova York al juliol i va sol·licitar-ne la patent el 4 d'agost, just a temps (només dos dies abans) per l'estrena de Don Juan.
El mateix any, AT & T/Western Electric va crear una divisió de llicències, Electrical Research Products Inc (ERPI), per gestionar els drets de la tecnologia d'àudio de l'empresa. Vitaphone seguia tenint-ne l'exclusivitat legal, però com que havia faltat en els seus pagaments de regalies -cànons-, el control efectiu dels drets estava en mans d'ERPI. El 31 de desembre de 1926, la companyia Warner concedí a Fox-Case una sublicència per l'ús del sistema de Western Electric a canvi d'una part dels ingressos, que anirien directament a ERPI. Les patents de tots tres negocis eren amb llicència creuada.
A partir d'aquest moment, dos estudis de Hollywood disposaven d'una tecnologia de gravació i amplificació superior, seguint dos mètodes molt diferents de reproducció de so. L'any següent veuria finalment l'eclosió del cinema sonor com un mitjà comercialment significatiu.

### Triomf de les pel·lícules sonores

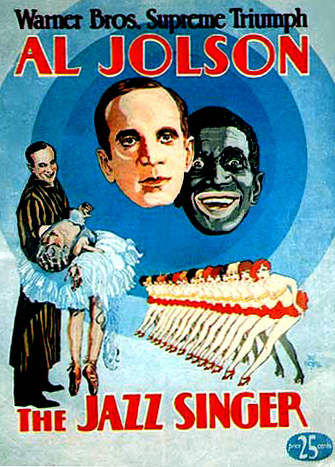
Cartell publicitari dEl Cantant de Jazz

Al febrer de 1927, cinc importants productores de Hollywood - Paramount i MGM (conegudes com "les Dues Grans"), First National (aleshores important en el rànquing de la indústria juntament amb Fox, però ara en declivi), Universal, i la petita però prestigiosa Producers Distributing Corporation (PDC) de Cecil B. DeMille - van signar un acord per seleccionar conjuntament un mateix proveïdor per a la conversió de so. Un cop feta l'aliança, però, el grup es va limitar a esperar per veure evolucionaven els pioners. Al maig, Warner Bros va revendre els seus drets d'exclusivitat a ERPI (juntament amb la subllicència Fox-Case) i va signar un nou contracte de regalies similar al de Fox per l'ús de la tecnologia de Western Electric. Fox i els Warner avançaven en diferents direccions, tant tecnològicament com comercialment - Fox amb noticiaris i després drames musicals, els Warner amb pel·lícules parlades - i també ho va fer ERPI, mentre buscava copar el mercat signant amb les cinc aliades.
Les pel·lícules sonores que causaren sensació aquell any ho feren aprofitant celebritats prèvies. Així, al Teatre Roxy de Nova York, el 20 de maig de 1927, el dia del cèlebre vol a París de Charles Lindbergh, Fox Movietone en presentà l'enlairament, filmat amb so unes hores abans. Al juny, un noticiari sonor de Fox en mostrava la tornada i la benvinguda a Nova York i a Washington, DC. Aquestes van ser les dues pel·lícules sonores més aclamades fins al moment. També el maig, Fox va estrenar la primera pel·lícula de ficció amb diàleg sincronitzat de Hollywood: el curt They're Coming to Get Em, protagonitzat pel còmic Chic Sale. Després de reestrenar uns pocs èxits de pel·lícules mudes, com El setè cel, amb música gravada, Fox va treure el seu primer film original Movietone el 23 de setembre: Sunrise, dirigit per l'aclamat director alemany F. W. Murnau. La banda sonora, com la de Don Juan, feia una funció de fons sonor: música, efectes de so, un parell d'escenes plenes de gent i converses indefinides. Poc després, el 6 d'octubre de 1927, es va estrenar El cantant de jazz de Warner Bros. Va ser un gran èxit en taquilla per a un estudi de mida mitjana, i guanyà un total de 2,6 milions de $ als Estats Units i a l'estranger, gairebé un milió de dòlars més que l'anterior rècord dels Warner. Produïda amb el sistema Vitaphone, la major part de la pel·lícula no conté àudio enregistrat en directe, només música de fons i efectes sonors, com Sunrise i Don Juan. Però en els fragments on l'estrella de la pel·lícula, Al Jolson, canta, la pel·lícula canvia a so gravat al plató, incloent tant les seves interpretacions musicals com dues escenes amb discurs improvisat - un del personatge de Jolson, Jaki Rabinowitz (Jack Robin), dirigint-se a l'audiència d'un cabaret, l'altre un intercanvi d'opinions entre ell i la seva mare. Encara que l'èxit d'El cantant de jazz va ser degut en gran part a Jolson, ja establert com una de les més grans estrelles musicals dels Estats Units, i el seu ús limitat de so sincronitzat amb prou feines justifica considerar-la una innovadora pel·lícula sonora (o com la "primera"), els considerables beneficis van ser prova suficient per a la indústria que valia la pena invertir en el cinema sonor.
El desenvolupament comercial del sonor havia avançat a ratxes abans d'El cantant de jazz, i l'èxit de la pel·lícula no va canviar les coses de la nit al dia. No va ser fins a maig de 1928 que l'associació dels quatre principals (PDC havia abandonat l'aliança), juntament amb United Artists i altres, van signar amb ERPI per a la conversió de les instal·lacions de producció i els teatres per al cinema sonor. Inicialment, tots els teatres cablejats per ERPI van ser fets compatibles amb Vitaphone, però la majoria estaven equipats per projectar també bobines Movietone. Tot i tenir disponibles ambdues tecnologies, però, la majoria de les empreses de Hollywood van continuar sent lentes produint pel·lícules parlades pròpies. Cap estudi a part de Warner Bros estrenà ni una pel·lícula amb parts sonores fins que el petit Film Booking Offices of America (FBO) va estrenar The Perfect Crime el 17 de juny de 1928, vuit mesos després d'El cantant de jazz.

Banda de so del sistema sound-on-film. A l'esquerra, banda de densitat variable; a la dreta, banda d'amplada variable.

FBO havia caigut sota el control efectiu d'un competidor de Western Electric, la divisió RCA de General Electric, que estava buscant comercialitzar el seu nou sistema sound-on-film, Photophone. A diferència del Movietone de Fox-Case i el Phonofilm de De Forest, que eren sistemes de densitat variable, Photophone era un sistema d'àrea variable - una millora en la manera que el senyal d'àudio era inscrit en el cel·luloide, que es convertiria finalment en la regla. En ambdós sistemes, una font de llum especialment dissenyada incideix sobre el cel·luloide amb una exposició determinada per l'entrada d'àudio, de forma que hi grava el so fotogràficament com una sèrie de línies finíssimes. En un procés de densitat variable, les línies tenen l'amplada fixa i una foscor variable; en un procés d'àrea variable, és l'amplada de les línies el que varia amb el so. Aquell octubre, l'aliança FBO-RCA portaria a la creació d'un nou i important estudi de Hollywood, RKO Pictures.
Mentrestant, Warner Bros havia estrenat tres pel·lícules parlades més a la primavera, totes rendibles, però no tant com El cantant de jazz: el març va aparèixer The Tenderloin, anunciada pels Warner com la primera pel·lícula on els personatges pronunciaven les seves parts, encara que només 15 dels seus 88 minuts tenien diàleg. A l'abril va seguir Glorious Betsy i The Lion and the Mouse (31 minuts de diàleg) al maig. El 6 de juliol de 1928 es va estrenar el primer film completament parlat, Lights of New York. La producció de la pel·lícula va costar a Warner Bros només $ 23.000, però va guanyar $ 1,25 milions, una taxa rècord de rendiment superior al 5.000%. Al setembre, l'estudi va estrenar una altra pel·lícula amb parts parlades protagonitzada per Al Jolson, The Singing Fool, que va doblar amb escreix el rècord de beneficis d'El cantant de jazz. Aquest segon èxit de pantalla de Jolson va demostrar la capacitat d'una pel·lícula musical de transformar una cançó en un èxit nacional: el següent estiu, el número musical de Jolson "Sonny Boy" havia aconseguit unes vendes de 2 milions de discos i 1,25 milions de partitures. El setembre del 1928 es va estrenar Dinner Time de Paul Terry que va ser un dels primers dibuixos animats produïts amb so sincronitzat. En veure-ho, Walt Disney va decidir fer un dels seus curts de Mickey Mouse, Steamboat Willie, també amb so.
Al llarg de 1928, a mesura que la popularitat de les seves pel·lícules sonores va començar a rendir grans beneficis a Warner Bros, els altres estudis van accelerar el ritme de la seva conversió a la nova tecnologia. Paramount, el líder de la indústria, va treure el seu primer film parlat al final de setembre, Beggars of Life. Tot i que tenia només unes poques línies de diàleg, va demostrar que l'estudi reconeixa el potencial del nou mitjà. Interference, el primer film completament parlat de Paramount, va debutar al novembre. Les expectactives canviaven ràpidament, i la "moda" de 1927 va esdevenir un procediment estàndard per a 1929. Al febrer de 1929, setze mesos després del debut d'El cantant de jazz, Columbia Pictures va ser l'últim dels vuit estudis que serien coneguts com a "grans" durant l'Edat d'Or de Hollywood en estrenar el seu primer film amb parts parlades, Lone Wolf's Daughter. La majoria dels cinemes nord-americans, especialment fora d'àrees urbanes, no estaven encara equipats per al so i els estudis no estaven completament convençuts de l'interès universal de les pel·lícules parlades, i encara a mitjans dels anys 1930, la majoria de les pel·lícules de Hollywood eren produïdes en versió dual, tant muda com sonora. Encara que pocs en la indústria ho haguessin imaginat, el cinema mut com un mitjà comercial viable als Estats Units seria aviat poca cosa més que un record. L'última pel·lícula majoritària completament muda treta per un dels estudis grans de Hollywood va ser el western Points West de Hoot Gibson, estrenat per Universal Pictures a l'agost de 1929. Un mes abans s'havia estrenat On with the Show!, el primer film completament en color i completament parlat de Warner Bros.

### La transició: Europa

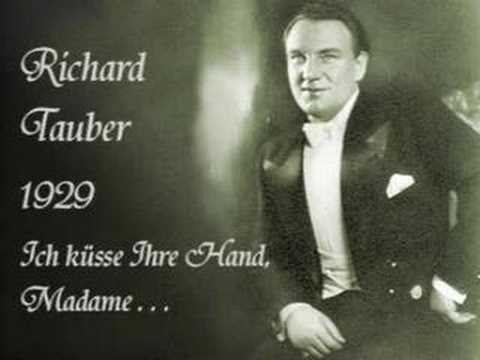
Richard Tauber canta (però no apareix en pantalla) a la primera pel·lícula europea amb so, l'alemanya Ich küsse Ihre Hand, Madame. 1929

L'estrena europea d'El cantant de jazz va tenir lloc en el Piccadilly Theatre de Londres el 27 de setembre de 1928. Segons l'historiador de cinema Rachael Low, "molts en la indústria es van adonar de seguida que el canvi a la producció sonora era inevitable. " El 16 de gener de 1929, es va estrenar el primer film europeu amb una interpretació vocal sincronitzada i música gravada: la producció alemanya Ich Küsse Ihre Hand, Madame (Us beso la mà, Madame). No tenia diàlegs i contenia només uns pocs minuts de cançó per l'estrella Richard Tauber, que ni tan sols apareixia en pantalla. La pel·lícula va ser feta amb el sistema sound-on-film controlat per la firma alemano-holandesa Tobis, hereva corporativ del negoci Tri-Ergon. Amb vista a dominar l'emergent mercat europeu de cinema sonor, Tobis va pactar amb el seu principal competidor, Klangfilm, una filial de Allgemeine Elektrizitäts Gesellschaft (AEG). A principis de 1929, ambdues empreses van començar a comercialitzar junts les seves tecnologies d'enregistrament i reproducció. A mesura que ERPI va començar a cablejar cinemes arreu d'Europa, Tobis-Klangfilm denunciar que el sistema de Western Electric infringia les patents de Tri-Ergon, i va paralitzar així la introducció de la tecnologia nord-americana en molts llocs. Així com RCA havia entrat en el negoci del cinema per maximitzar el valor del seu sistema de gravació, Tobis també va establir les seves pròpies cases de producció, gestionades per l'alemanya Tobis Filmkunst.
Al llarg del 1929, la majoria dels principals països europeus productors de pel·lícules van imitar Hollywood en la conversió cap al so. Moltes de les pel·lícules parlades europees més influents van ser rodades a l'estranger amb estudis arrendats, mentre les empreses productores adaptaven els seus o els destinaven a produir per a mercats d'idioma diferent. Una de les primeres pel·lícules dramàtiques parlades d'Europa va ser The Crimson Circle, una coproducció entre l'empresa Efzet-Film del director Friedrich Zelnik i British Sound Film Productions (BSFP). El 1928, la pel·lícula s'havia estrenat a Alemanya, on havia estat rodada, com a pel·lícula muda amb el títol Der Rote Kreis. El diàleg anglès va ser, sembla, doblat molt més tard usant el procés Phonofilm de De Forest, controlat per la companyia matriu de BSFP. L'estrena britànica va tenir lloc al març de 1929, igual que una pel·lícula amb parts parlades feta completament en el Regne Unit:The Clue of the New Pin, producció de British Lion utilitzant el sistema Photophone, el sound-on-disc britànic. Al maig es va estrenar comercialment Black Waters, una producció de British and Dominions Film Corporation que es va promocionar com la primera pel·lícula completament parlada en el Regne Unit. Però havia estat rodada completament a Hollywood, amb un sistema sound-on-film de Western Electric. Cap d'aquestes pel·lícules va tenir gaire impacte.

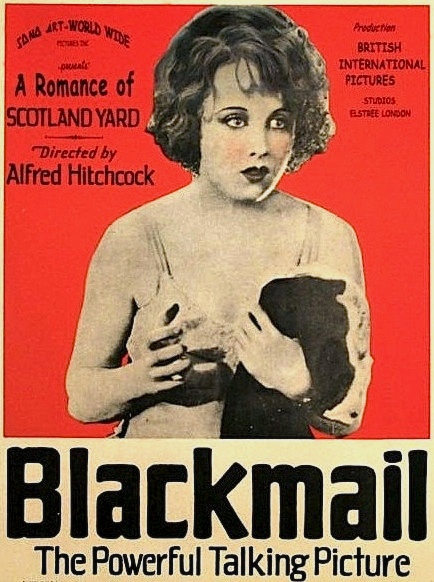
L'actriu txeca Anny Ondra va protagonitzar l'exitosa Blackmail d'Alfred Hitchcock (1929). Però, degut al seu accent, en la versió sonora el seu paper va ser doblat per Joan Barry. Això va significar el final de la seva carrera britànica, cosa que no li va impedir seguir sent una de les actrius més populars d'Europa continental, també en el cinema sonor i fins en el musical.

La primera pel·lícula dramàtica parlada europea que va tenir èxit va ser la completament britànica Blackmail. Produïda de British International Pictures (BIP) i dirigida per Alfred Hitchcock als vint anys, s'havia rodat inicialment com a pel·lícula muda. Mentre s'iniciava l'explotació comercial de la versió original, el film es va sonoritzar afegint-hi diàleg, música i efectes de so. La versió definitiva es va estrenar a Londres el 21 de juny de 1929. La banda sonora va ser gravada en RCA Photophone amb General Electric, que havia comprat una part d'AEG per accedir als mercats de Tobis-Klangfilm. Blackmail va tenir un èxit considerable tant de públic com de crítica. Per exemple Hugh Castle, cèlebre per la seva duresa, va dir que "potser és la barreja més intel·ligent de so i silenci que hem vist fins ara."
El 23 d'agost, la indústria cinematogràfica austríaca va treure una pel·lícula sonora: Geschichte aus der Steiermark (Històries d'Estíria), una producció d'Eagle Film-Ottoton Film. El 30 de setembre, es va estrenar la primera pel·lícula parlada dramàtica feta en alemany, Das Land ohne Frauen (La terra sense dones), produïda per Tobis Filmkunst. Una quarta part de la pel·lícula tenia diàlegs, que van ser estrictament segregats dels efectes especials i la música. La resposta va estar per sota del que s'esperava. La primera pel·lícula parlada de Suècia, Konstgjorda Svensson (Svensson artificial), es va estrenar el 14 d'octubre. Vuit dies més tard, Aubert Franco-Film va treure Le Collier de la Reine (El collar de la Reina), rodada en l'estudi de Epinay prop de París. Concebuda com una pel·lícula muda, se li va donar una música gravada en Tobis i una única seqüència parlada - la primera escena de diàlegs en una pel·lícula francesa. El 31 d'octubre s'estrenà Les Trois Masques (Les tres màscares), de Pathé-Natan, generalment considerada com una de les primeres pel·lícules parlades franceses, encara que va ser rodada en l'Elstree studio, als afores de Londres, perquè la productora havia contractat el so a RCA Photophone i l'estudi britànic era la instal·lació més propera amb aquell sistema. La pel·lícula parlada La Route est Belle (La carretera és bella) de Braunberger-Richebé, també rodada a Elstree, va seguir poques setmanes després. Fins que els estudis de París no estigueren completament equipats per al so - cosa que era pràcticament assolida el 1930 - altres pel·lícules franceses franceses es rodaren a Alemanya. La primera pel·lícula alemanya completament parlada, Atlantik (Atlàntic), es va estrenar a Berlín el 28 d'octubre. També feta a Elstree, era encara més relativament alemanya que Les Trois Masques i La Route est Belle no eren franceses: si bé el director era alemany, es tractava d'una producció BIP amb guionista britànic i a més va ser també rodada en anglès i estrenada com Atlantic. La producció completament alemanya Dich hab ich geliebt (Perquè et vaig estimar) d'Aafa-Film es va estrenar tres setmanes i mitja més tard. No va ser la "primera pel·lícula parlada d'Alemanya", com deia el màrqueting, però va ser la primera que arribà als Estats Units.
El 1930, es van estrenar les primeres pel·lícules parlades poloneses, usant sistemes sound-on-disc:Moralność pani Dulskiej (La Moralitat de la Sra. Dulska) al març i la pel·lícula completament parlada Niebezpieczny romans (perillosa aventura amorosa) a l'octubre. A Itàlia, la indústria havia estat dinàmica però a la fi dels anys 1920 havia decaigut considerablement. El primer film parlat, La canzone dell'amore (La cançó de l'amor), va sortir aquell mateix octubre i en dos anys, el cinema italià viuria un ressorgiment. En txec, la primera pel·lícula parlada va ser Tonka Sibenice (Tonka de la forca), també de 1930. Diversos països europeus amb cinematografia menys potent van produir el seu primer film parlat aleshores: Bèlgica (en francès), Dinamarca, Grècia, Romania. La robusta indústria cinematogràfica de la Unió Soviètica va treure les seves primeres pel·lícules sonores en 1931: la pel·lícula de no ficció Entuziazm de Dziga Vertov, amb una banda sonora experimental sense diàlegs, va ser estrenada a la primavera. A la tardor, el drama Putyovka v zhizn (Camí a la vida) de Nikolai Ekk, es va estrenar com la primera pel·lícula parlada del país.
A la major part d'Europa, la conversió dels llocs d'exhibició es va quedar ben enrere de la capacitat de producció, requerint que les pel·lícules parlades fossin produïdes en paral·lel amb versions mudes o simplement presentades sense so en molts llocs. Mentre el ritme de la conversió era relativament ràpid a Gran Bretanya - amb més del 60% dels cinemes equipats pel so a finals de 1930, proporció similar a la dels Estats Units - a França, en canvi, més de la meitat dels cinemes seguien projectant cinema mut a finals de 1932. Segons l'erudit Colin G. Crisp, "La inquietud de ressuscitar el flux de pel·lícules mudes va ser freqüentment expressat a la premsa industrial [francesa], i una gran part de la indústria seguia veient el cinema mut com una perspectiva artística i comercial viable fins al voltant de 1935." La situació va ser particularment greu a la Unió Soviètica on, la primavera de 1933, menys d'un de cada cent projectors de cinema al país estaven equipats per al so.

### La transició: Àsia i Oceania
Durant els anys 1920 i 1930, la indústria cinematogràfica del Japó va ser una de les més importants del món, juntament amb la dels Estats Units. A més, va ser de les primeres a produir tant pel·lícules sonores sense diàleg com pel·lícules parlades. En canvi, la conversió completa al so va avançar-hi molt més lentament que a Occident. Sembla que la primera pel·lícula japonesa sonora, Reimai, va ser feta el 1926 amb el sistema Phonofilm de De Forest. L'important estudi Nikkatsu va produir el 1929 un parell de pel·lícules parlades usant el sistema sound-on-disc de Minatoki: Taii no musume i Furusato (la segona, dirigida per Kenji Mizoguchi). El 1931, l'estudi rival Shochiku va començar amb èxit la producció de pel·lícules parlades sound-on-film, emprant un procés de densitat variable anomenat Tsuchibashi. Dos anys després, però, més del 80% de les pel·lícules fetes al país continuaven sent mudes. Dos dels principals directors del país, Ozu Yasujiro i Naruse Mikio, no van fer les seves primeres pel·lícules sonores fins a 1935. Encara 1938, més d'un terç de les pel·lícules produïdes al Japó eren rodades sense diàleg.
La popularitat duradora del mitjà mut al cinema japonès es devia en gran part a la tradició del benshi, un narrador que actuava en directe acompanyant la projecció de la pel·lícula. Com va descriure el director Kurosawa Akira, el benshi "no es limitava a explicar l'argument de les pel·lícules, també en realçava el contingut emocional interpretant les veus i els efectes de so i proporcionant descripcions evocadores dels esdeveniments i imatges a la pantalla .... Els narradors més populars era estrelles per ells mateixos, autèntics responsables de l'èxit d'un cinema concret. " L'historiadora de cinema Mariann Lewinsky exposa,

El final del cinema mut a Occident i al Japó va ser imposat per la indústria i el mercat, no per cap necessitat interna o evolució natural ... El cinema mut era una forma completament madura i summament agradable. No li faltava res, almenys al Japó, on hi havia sempre la veu humana fent els diàlegs i la narració. Les pel·lícules sonores no eren millors, només més econòmiques. Com a propietari del cinema ja no havies de pagar un salari als músics i al benshi. I un bon benshi era una estrella, la qual cosa exigia un pagament d'estrella.

De la mateixa manera, la viabilitat del sistema benshi facilità una transició gradual al so, permetent als estudis dosificar els costos principals de la reconversió i el temps dels seus directors i equip tècnic per tal que es familiaritzessin amb la nova tecnologia.
A la Xina, la primera pel·lícula sonora, en llengua mandarí, fou Genu hong muden (La peònia roja de la cortesana), protagonitzada per Butterfly Wu, i estrenada el 1930. Al febrer del mateix any, a Austràlia, sembla que estava acabada una versió sonora deThe Devil's Playground, però la primera projecció pública verificable d'una pel·lícula parlada australiana correspon a Fellers, guanyadora del premi Commonwealth Film Contest. El setembre del 1930, una cançó interpretada per l'estrella índia Sulochana, extreta de la pel·lícula muda Madhuri (1928), va ser estrenada com un curt amb so sincronitzat, convertint-lo en una mini-Dream Street asiàtica. L'any següent, Ardeshir Irani va dirigir la primera pel·lícula parlada índia, Alam Ara, en hindustànic, i va produir Kalidasa, principalment en tàmil amb una mica de telugu. L'any 1931 també va veure el primer film en idioma bengalí, Jamai Sasthi, i el primer film completament parlat en telugu, Bhakta Prahlada. El 1932, Ayodhyecha Rajava esdevingué la primera pel·lícula estrenada a idioma marathi (encara que Sant Tukaramva ser la primera que va passar pel procés oficial de censura); també debutaren el primer film en idioma gujarati, Narsimha Mehta, i el primer completament parlat en tàmil, Kalava. L'any següent, Ardeshir Irani va produir el primer film parlat en idioma persa, Dukhtar-i-llaor. També en 1933, es van produir les primeres pel·lícules en idioma cantonès a Hong Kong - Sha zai Dongfang (La nit de noces de l'idiota) i Liang xing (Consciència); en dos anys, la indústria de cinema local s'havia convertit completament en sonora. A Corea els byeonsa tenien un paper i un estatus similar al dels benshi japonesos. D'entre els països que comptaven amb una indústria del cinema significativa, Corea va ser l'últim a produir el seu primer film parlat: Chunhyang-Jeon (de 1934), basat en un conte popular del segle xvii del qual s'han fet fins a catorze versions en pel·lícules fins avui dia.

### La transició: Amèrica del Sud
Ja des de 1907 els argentins Eugenio Py i Enrique Lepage van experimentar amb l'ús de fonògrafs com a font sonora. Però no seria fins a la primera exhibició d'un film sonor Buenos Aires - que també fou la primera projecció d'aquest tipus a Amèrica del Sud - a mitjans del 1929, que els cineastes argentins van veure el potencial del sonor en detriment del cinema mut, i començaren tant a realitzar nous films com a sonoritzar-ne altres ja exhibits. El primer film sonor sud-americà va ser el curtmetratge Mosaico Criollo, fet a l'Argentina el mateix 1929 any pel director Roberto Guidi, emprant el sistema Vitaphone, que no passà d'èxit menor. També a l'Argentina es van filmar el primer llargmetratge sonor, (Muñequitas Porteñas  feta el 1930 per José Agustín "El Negro" Ferreyra), la primera pel·lícula amb so òptic (deu curtmetratges amb Carlos Gardel del 1929 fets per Eduardo Morera sota el sistema Phonofilm) i la primera pel·lícula animada amb so (Peludopolis feta el 1931 per Quirino Cristiani). El 1932 la indústria argentina seria la primera de Llatinoamèrica que va abandonar el cinema mut, amb la fundació dels estudis Argentina Sono Film i Lumiton i el gran èxit de les pel·lícules ¡Tango! i Los tres berretines (ambdues de 1933).
A Mèxic, la primera projecció sonora tingué lloc el desembre de 1929 al Districte Federal. Uns mesos més tard es filmà la primera pel·lícula sonora mexicana, Más fuerte que el deber de Rafael Sevilla amb el sistema Vitaphone, però la poca preparació dels projeccionistes va fer que fos un desastre. El primer film sonor asteca a tenir èxit va ser Santa (1932) que va utilitzar el procés RCA Photophone. Durant aquest temps el cinema a Mèxic es va consolidar amb films com El compadre Mendoza (1933) i Vámonos con Pancho Villa (1935), ambdues de Fernando de Fuentes.
A la resta dels països de la regió el cinema sonor va trigar més a implantar-se, a causa de la manca de tradició cinematogràfica. Xile va ser el tercer país a tenir cinema sonor amb la primera exhibició a l'abril de 1930 al teatre Victòria de Santiago. Les primeres pel·lícules serien La calle de ensueño (so i música, 1930) i Norte y sur (totalment parlada, 1933) de Jorge Delano. Durant aquest període Veneçuela també va realitzar les seves primeres sonores: La Venus de Nácar (1932) i Taboga (el primer film veneçolà amb so òptic, un curt musical del 1938).

## Conseqüències

### Tecnologia
A curt termini, la introducció de la gravació del so en directe va causar importants dificultats en la producció. Les càmeres eren sorolloses, així que es va usar una cambra insonoritzada en moltes de les primeres pel·lícules parlades, per aïllar els actors del material de filmació. Això limitava dràsticament la llibertat de moviment de la càmera. Per compensar-ho, durant un temps es va utilitzar el rodatge amb múltiples càmeres. A més, tècnics d'estudi innovadors van idear sovint maneres d'alliberar la càmera per a rodatges concrets. D'altra banda, els actors també havien de limitar els seus moviments de manera poc natural perquè calia que es mantinguessin dins l'abast dels micròfons fixos. Show Girl in Hollywood (1930), de First National Pictures (que Warner Bros havia comprat gràcies a la seva rendible aventura amb el so), ofereix una visió darrere de les càmeres d'algunes de les tècniques que es feien servir en el rodatge de les primeres pel·lícules parlades. Diversos dels problemes fonamentals causats per la transició al so van ser solucionats aviat amb noves carcasses per a les càmeres, dissenyades per ofegar el soroll, i els micròfons de canya, capaços de mantenir-se fora de l'enquadrament seguir el desplaçament dels actors. Com descriu David Bordwell, les millores tecnològiques van continuar a un ritme ràpid: "Entre 1932 i 1935, [Western Electric i RCA] van crear micròfons direccionals, van augmentar el rang de freqüències de les gravacions, van reduir el soroll de terra ... i van ampliar el rang del volum." El 1931 es va introduir una millora de gran importància: els sistemes d'altaveus de tres vies, que separen el so en tres grups de freqüències - baixa, mitjana i alta - i els envien respectivament a un woofer per als baixos, un driver per a les freqüències intermèdies i un tweeter per als aguts.
També hi va haver conseqüències sobre altres aspectes tecnològics del cinema. La gravació i reproducció correctes del so requereixen una estandardització exacta de la velocitat de les càmeres i dels projectors. En l'era muda, la norma era teòricament de16 fotogrames per segon (fps), però a la pràctica les càmeres solien accelerar-se o ralentir-se per millorar l'exposició o per obtenir efectes dramàtics, mentre que en general els projectors rodaven a més velocitat per escurçar la pel·lícula i encabir curts i altres projeccions en la sessió. Però la velocitat variable deformava el so i el feia inintel·ligible, així que aviat s'establí un nou estàndard de 24 fps estrictes. El sonor forçà també que s'abandonessin les sorolloses làmpades d'arc emprades per filmar dins l'estudi. La conversió a la il·luminació incandescent, al seu torn, requeria també el canvi a equipaments més cars. La sensibilitat de les noves pel·lícules pancromàtiques proporcionava una millor qualitat tonal de les imatges i va donar als directors la llibertat de filmar escenes en condicions d'il·luminació més adverses.
Aquests avenços tècnics sovint significaren noves oportunitats estètiques: "Augmentar la fidelitat de les gravacions ... va realçar les possibilitats dramàtiques del timbre vocal, el to i el volum." Un altre problema bàsic- cèlebrement parodiat en la pel·lícula de 1952 Cantant sota la pluja - era que alguns actors de l'era muda simplement no tenien veus atractives; tot i que aquesta qüestió va ser sovint exagerada, va esdevenir important per als actors la qualitat vocal general, i el càsting d'intèrprets va començar a tenir en compte a més de les habilitats dramàtiques el seu talent com a cantants, per a determinats papers. Al 1935, la regravació dels diàlegs pels actors originals o per diferents actors en postproducció, s'havia convertit en una pràctica habitual. El sistema de gravació ultraviolada introduït per RCA el 1936 va millorar la reproducció de xiulets i notes altes.
Amb l'adopció a gran escala de les pel·lícules parlades per Hollywood, la competició entre les dues tècniques fonamentals per a la producció de pel·lícules sonores es va resoldre aviat. Al llarg de 1930-31, els únics grans estudis que feien servir sound-on-disc, Warner Bros i First National, van canviar a la gravació sound-on-film. La presència dominant de Vitaphone als cinemes equipats amb so, però, va significar que durant els següents anys tots els estudis de Hollywood van haver de seguir distribuint versions sound-on-disc de les seves pel·lícules. Fox Movietone aviat va caure també en desús, deixant el sector dominat per dos sistemes sound-on-film nord-americans: el Photophone d'àrea variable de RCA i el procés de densitat variable de Western Electrics, que era una millora substancial sobre Movietone amb llicències creuades. Sota l'impuls de RCA, ambdues empreses matrius van fer compatible el seu material de projecció, de manera que les pel·lícules rodades amb un sistema es podien estrenar a cinemes equipats amb l'altre. Quedava, però, la qüestió del tercer en discòrdia, Tobis-Klangfilm. Al maig de 1930, Western Electric va guanyar un judici davant la justícia austríaca que va buidar la protecció de certes patents de Tri-Ergon, cosa que ajudà que Tobis-Klangfilm s'avingués a negociar. El mes següent les tres empreses arribaren a un acord sobre l'autorització creuada de patents, la compatibilitat completa de reproducció i la divisió del món en tres zones per a la provisió de material. Com descriu un informe de l'època:

Tobis-Klangfilm té els drets exclusius per a proporcionar material a: Alemanya, Danzig, Àustria, Hongria, Suïssa, Txecoslovàquia, Holanda, les Índies Neerlandeses, Dinamarca, Suècia, Noruega, Bulgària, Romania, Iugoslàvia i Finlàndia. Els americans tenen els drets exclusius per als Estats Units, Canadà, Austràlia, Nova Zelanda, Índia i Rússia. Tots els altres països, entre ells Itàlia, França i Anglaterra, estan oberts a ambdues parts.

L'acord no resolia tots els litigis de patent, així que posteriors negociacions i acords van tenir lloc al llarg dels anys 1930. També durant aquests anys, els estudis nord-americans van començar a abandonar el sistema de Western Electric en profit del Photophone d'àrea variable de RCA. A finals de 1936, només Paramount, MGM i United Artists seguien tenint contractes amb ERPI.

### Treball

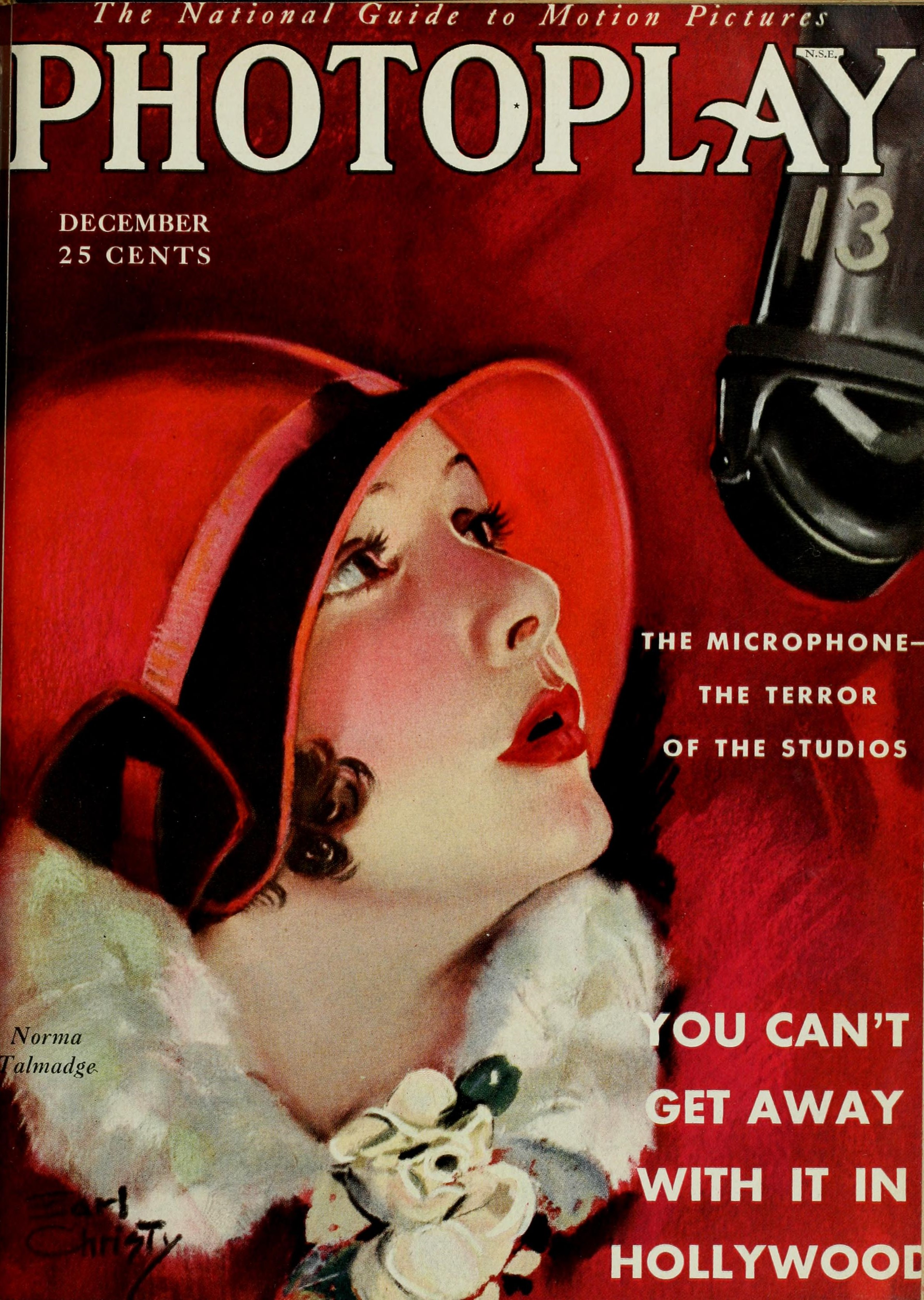
Norma Talmadge a una portada de revista, amb el text "el micròfon, el terror dels estudis". L'actriu fou una de les víctimes del sonor, perquè el seu accent de Brooklin no lligava amb la imatge d'elegància i glamur que l'havia convertida en una de les grans estrelles del cine mut.

Mentre la introducció del so va portar a un boom en la indústria del cinema, va tenir un efecte advers en l'ocupació d'una gran quantitat d'actors de Hollywood. De sobte, no tenir experiència teatral esdevenia per als estudis motiu sufiient per posar en dubte la capacitat d'actuar al cinema. Qui tenia un accent molt pronunciat o una veu d'alguna manera discordant, que prèviament el públic no podia percebre, va ser particularment vulnerable. La carrera de la important estrella de cinema mut Norma Talmadge va acabar d'aquesta manera. El cèlebre actor suís Emil Jannings va tornar a Europa. La veu de John Gilbert era bona, però l'audiència no trobava que encaixés amb el seu perfil d'heroi, i la seva estrella es va apagar. A més, el cinema mut havia passat de moda com a mitjà i de retruc l'audiència semblava percebre moltes de les seves estrelles com antiquades, fins i tot les que tenien talent suficient per triomfar en l'era sonora. La carrera de Harold Lloyd, un dels còmics més cèlebres dels anys 1920, va declinar precipitadament. Lillian Gish va deixar el cine per tornar als escenaris. I aviat van abandonar completament l'actuació figures tant importants com Colleen Moore, Glòria Swanson i la parella interpretativa més famosa de Hollywood: Douglas Fairbanks i Mary Pickford.
De vegades, però, es va emprar l'excusa de la veu per amagar altres motius. L'actriu Louise Brooks va declarar: 

Els directius dels etudis, forçats a prendre decisions sense precedent, van decidir de començar pels actors, la part menys dòcil i més vulnerable de la producció cinematogràfica. Tenien una oportunitat tan esplèndida, tanmateix, per trencar contractes, retallar salaris, i domar les estrelles.... A mi, em van donar el tractament salarial. Podia quedar-me sense els augments de salari especificats en el meu contracte, o marxar, va dir-me [el cap de Paramount B. P.] Schulberg, posant qüestionablement en dubte que jo servís per al sonor. I dic questionablement, perquè jo parlava un anglès decent amb una veu decent i venia del teatre. Així que, sense dubtar-ho, vaig marxar.

Clara Bow va veure truncada la seva brillant carrera i de vegades se'n va culpar la seva veu, però el motiu real van ser discussions amb els executius de l'estudi i un estil de vida que es tolerava sense problemes als actors masculins, però no a les actrius. Buster Keaton estava ansiós d'explorar el nou mitjà, però quan el seu estudi, MGM, va fer la conversió al so, no li va permetre conservar el control creatiu de les pel·lícules. Encara que alguns dels primers films parlats de Keaton van donar impressionants beneficis, eren artísticament tristos.

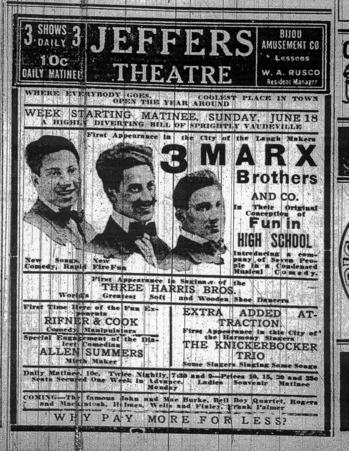
Anunci d'una actuació de vodevil dels Germans Marx, el 1911

Un bon nombre dels actors d'èxit del nou mitjà van venir del vodevil i el teatre musical, on els intèrprets com Jolson, Eddie Cantor, Jeanette MacDonald i els Germans Marx estaven acostumats tant al diàleg com a la cançó. James Cagney i Joan Blondell, que havien treballat en equip a Broadway, van duts a l'Oest per Warner Bros.

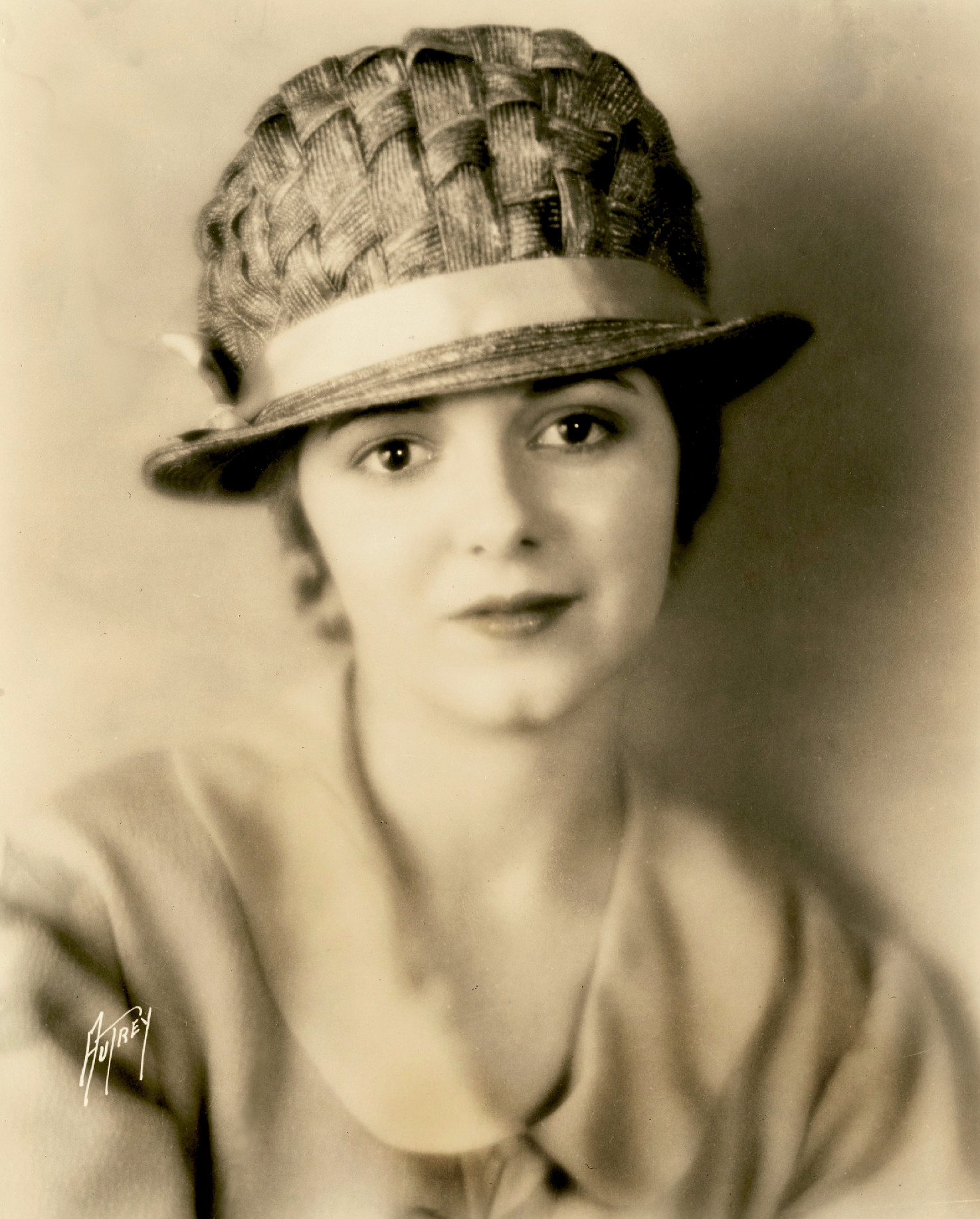
Janet Gaynor a Sunrise de F.W. Murnau, el film de l'inici del sonor que en va fer una estrella.

Però també un pocs actors van aconseguir destacar tant en el cinema mut com en el sonor: Richard Barthelmess, Clive Brook, Bebe Daniels, Norma Shearer, el duo còmic de Stan Laurel i Oliver Hardy, i l'incomparable Charlie Chaplin, que en els films City Lights (1931) i Modern Times (1936) va utilitzar so gairebé exclusivament per a la música i els efectes i utilitzà plenament el so en pel·lícules posteriors -The Great Dictator (1940), Limelight (1952), etc. Janet Gaynor va esdevenir una superestrella amb El setè cel i Sunrise amb so sincronitzat però sense diàleg, com ho va fer Joan Crawford amb la tecnològicament similar Our Dancing Daughters (1928). Greta Garbo va ser un cas excepcional de parlant no nativa d'anglès que va aconseguir la fama a Hollywood tant en el cinema mut com en el sonor.
Un altre sector afectat laboralment va ser el dels músics d'orquesta, ja que l'ús de pistes musicals pregravades va deixar-ne molts sense feina. No sols van perdre la funció d'acompanyants en viu de les projeccions, sinó que, com relata l'historiador Preston J. Hubbard, "Els anys 1920, les interpretacions musicals en directe a les sales d'estrenes es convertiren en un aspecte extremament important del cinema nord-americà." Amb l'arribada de les pel·lícules parlades, aquestes interpretacions - normalment executades com a preludi a la projecció -van ser també en gran part eliminades. L'American Federation of Musicians va publicar anuncis de diaris que protestaven per la substitució dels músics en directe per aparells reproductors. Un anunci de 1929 que va aparèixer al Pittsburgh Press presenta una imatge d'una llauna amb l'etiqueta "Música en llauna / Marca Molt Soroll / Garantia de no produir cap reacció intel·lectual ni emocional" acompanyada del text següent:

Música enllaunada a judici 

Cas Art vs. Música Mecànica als cinemes. S'acusa l'imputat davant del poble nord-americà d'intent de corrupció de l'apreciació musical i de desincentivar l'educació musical. Els cinemes de moltes ciutats estan oferint música mecànica sincronitzada com a substitut de la música real. Si el públic que va al cinema accepta que el seu programa d'entreteniment sigui viciat d'aquesta forma, és inevitable un lamentable declivi en l'art de la música. Les autoritats musicals saben que l'ànima de l'art es perd en la mecanització. No pot ser de cap altra manera perquè la qualitat de la música depèn de l'estat d'ànim de l'artista, del contacte humà, sense el qual l'essència de l'estimulació intel·lectual i l'èxtasi emocional es perden.

### Comerç
El setembre del 1926, Jack Warner, cap de Warner Bros, va vaticinar que les pel·lícules parlades mai serien viables: "No poden tenir en compte el llenguatge internacional de les pel·lícules mudes, i la participació inconscient de cada espectador a crear l'obra, l'acció, l'argument i el diàleg imaginat per ell mateix." Per sort per a l'empresa, es demostraria que s'equivocava: entre els exercicis 1927-28 i 1928-29, els beneficis dels Warner van augmentar sobtadament de 2 milions de $ a 14 milions de $. El cinema sonor, de fet, va ser una benedicció per a tots els estudis cinematogràfics importants. Durant el mateix període de dotze mesos, els beneficis de Paramount van augmentar en 7 milions de $, els de Fox en 3,5 milions de $, i els de Loew/MGM a 3 milions de $. El setembre de 1928 RKO no existia i la seva empresa matriu, FBO, estava entre els estudis menors de Hollywood; però a finals de 1929 era una de les principals firmes d'entreteniment nord-americanes.
Fins i tot quan el Crack de Wall Street d'octubre de 1929 enfonsava econòmicament els Estats Units i de retruc duia l'economia mundial a la depressió, la popularitat de les pel·lícules parlades semblava mantenir Hollywood immune. La temporada d'exhibició 1929-30 va ser fins i tot millor que l'anterior per a la indústria cinematogràfica, amb les vendes de tiquets i els beneficis globals arribant a nous màxims. La crisi va acabar colpejant el 1930, però el ciema sonor va ser clau per assegurat la posició de Hollywood com un dels camps industrials més importants als Estats Units, tant comercialment com culturalment. El 1929, els ingressos de taquilla del cinema representaren el 16,6% de total de despeses dels nord-americans en oci; el 1931, la xifra ja havia assolit el 21,8%. El negoci cinematogràfic obtindria resultats similars durant els 15 anys següents. Hollywood també va dominar l'escenari internacional. La indústria cinematogràfica nord-americana -esdevinguda ja la més poderosa del món- va establir un rècord d'exportació el 1929: el metratge total de cel·luloide exposat va ser un 27% més gran que l'any anterior. El boom s'explica en gran part per l'emergència d'un nou gènere cinematogràfic que no era possible sense el so: el musical. Ja el 1929 s'estenaren un seixanta musicals de Hollywood i més de vuitanta l'any següent.
Els temors que les diferències d'idioma dificultarien les exportacions del cinema nord-americà van resultar ser en gran part injustificades. De fet, com que la majoria de productors a l'estranger disposaven d'un capital baix en comparació amb els estàndards de Hollywood, la conversió al sonor els representava un obstacle importantíssim, cosa que va facilitar la penetració del cinema estatunidenc. L'exportació nord-americana es feia inicialment produint múltiples versions de les pel·lícules, destinades als diferents idiomes. Però a prtir de mitjan 1931, es va optar pel doblatge posterior i la subtitulació. Malgrat les restriccions de comerç imposades en la majoria dels mercats estrangers, el 1937 les pel·lícules nord-americanes dominaven un 70% del temps en pantalla mundial.
Els principals estudis de Hollywood van aconseguir a casa, gràcies al so, el mateix domini que havien obtingut en relació als seus competidors estrangers. Com descriu l'historiador Richard B. Jewell, "La revolució del so aixafà moltes petites empreses de cinema i productors que no tenien la capacitat per satisfer les demandes financeres de la conversió al so." La combinació del so i la Gran Depressió va portar a una reestructuració a gran escala en el negoci, resultant en la jerarquia de les Cinc Grans empreses integrades (MGM, Paramount, Fox, Warners, RKO) i els tres estudis menors (Columbia, Universal, United Artists) que predominarien durant tots els anys 1950. L'historiador Thomas Schatz descriu els efectes complementaris:

Com que els estudis es van veure forçats a fer més eficients les operacions i dependre dels seus propis recursos, el seu estil propi i la personalitat corporativa passaren a ser el centre d'atenció. Així el període frontissa que s'estén des de l'arribada del so fins al principi de la Depressió va veure la consolidació del sistema d'estudis, amb les diferents companyies ressituant-se d'acord amb les seves pròpies identitats i les seves posicions relatives en el si de la indústria.

L'altre país on el cinema sonor va tenir immediatament un considerable impacte comercial va ser l'Índia. Com un distribuïdor de l'època va dir: "Amb l'arribada de les pel·lícules parlades, el cinema indi va entrar pròpiament en una àrea de creació definitiva i distintiva. Això es va aconseguir amb la música." Des dels seus primers dies, el cinema sonor indi ha estat definit pel musical - Alam Ara contenia set cançons, un any després, Indrasabha en tenia setanta. Mentre la indústria del cinema europeu va lliurar una batalla interminable contra el múscul econòmic i la popularitat de Hollywood, deu anys després del debut de Alam Ara més del 90% de les pel·lícules projectades a les pantalles índies estaven fetes dins del país. La majoria dels primers films parlats de l'Índia van ser rodats a Bombai, que roman com el principal centre de producció, però la diversitat lingüística del país va afavorir que la producció de cinema sonor s'estenés aviat d'un extrem a un altre del seu territori. Només unes poques setmanes després de l'estrena al març de 1931 d'Alam Ara, la companyia Madan Pictures, radicada a Calcuta, n'estrenava tant la versió en hindi Shirin Farhad com la versió en bengalí Jamai Sasthi. La pel·lícula en hindustànic Heer Ranjhava ser produïda a Lahore, Panyab, l'any següent. El 1934, Sathi Sulochana, el primer film parlat en kannada que s'estrenà, va ser rodat a Kohalpur, Maharashtra iSrinivasa Kalyanamva, el primer en tàmil fet rodat a Tamil Nadu. Un cop van aparèixer les primeres pel·lícules parlades, la conversió a la producció completament sonora va passar tan ràpid a l'Índia com ho va fer als Estats Units. Ja a 1932, la majoria de les produccions de pel·lícules eren amb so. Dos anys després, 164 de les 172 pel·lícules índies eren parlades. Des de 1934 fins avui dia, amb l'única excepció de 1952, l'Índia ha estat entre els tres països més productors de pel·lícules en el món cada any.

### Qualitat estètica
En la primera edició de 1930 de la seva enquesta globalThe Film Till Now, l'expert en cinema Paul Rotha va declarar, "Una pel·lícula on els diàlegs i els efectes de so estan perfectament sincronitzats i coincideixen amb la seva imatge visual a la pantalla és absolutament contrària als objectius del cinema. És un intent degenerat i desencaminat per destruir l'ús real del cinema i no pot acceptar-se dins dels veritables límits del cinema." Aquestes opinions no van ser rares entre aquells que veien el cinema com una forma d'art; Alfred Hitchcock, tot i que va dirigir el primer film parlat comercialment reeixit a Europa, va sostenir que "les pel·lícules mudes eren la forma més pura de cinema "i es va burlar de moltes de les primeres pel·lícules sonores com que oferien poc més enllà de "fotografies de gent parlant." A Alemanya, el productor teatral i director de cinema Max Reinhardt expressava l'opinió que, "portar a la pantalla obres teatrals ... tendeix a convertir l'art independent del cinema en un subsidiari del teatre i en fa realment un simple substitut del teatre en comptes d'un art en ell mateix ... com les reproduccions de pintura." Bo i defensant la ategoria d'art del cinema, François Truffaut opinava el 1966 que els directors formats en el cine mut havien hagut d'adquirir coneixements de cinema, de direcció d'actors i control de la imatge, que els formats en el sonor no arribarien a aprendre mai.
La majoria dels historiadors i aficionats al cinema dels últims temps estan d'acord que el cinema mut havia arribat a un pic estètic a finals dels anys 1920 i que els primers anys del cinema sonor oferien poc en comparació amb les millors pel·lícules mudes. Ho exemplifica el fet que, tot i que el cinema mut va caure relativament en l'oblit quan es va imposar el sonor, està representat per onze pel·lícules en l'enquesta Centenary of Cinema Top One Hundred (Les 100 millors pel·lícules del primer centenari de cinema) de Time Out celebrada el 1995. La pel·lícula sonora més antiga que hi apareix és la francesa L'Atalante (1934), dirigida per Jean Vigo; la pel·lícula de Hollywood més antiga a aparèixer és Quina fera de nena! (1938), dirigida per Howard Hawks. A Occident en conjunt, del 1929 en endavat la producció de cinema sonor ja va predominar, any rere any, sobre el cinema mut. Tot i així, a l'enquesta de Time Out els anys de 1929 a 1931 estan representats per tres pel·lícules sense diàlegs (Die Buchs der Pandora [1929], Zemlya [1930], City Lights [1931]) i cap pel·lícula parlada.
L'efecte a curt termini del so sobre l'art del cinema pot ser estimat amb més detall considerant el següent llistat d'obres mestres del període de transició de la cinematografia occidental, classificades per any. Són films àmpliament citats com a obres mestres en grans enquestes dutes a terme recentment en els mitjans especialitzats (al costat del títol s'indica el mitjà:TO=Time Out;VV= Village Voice; S & S= Sight & Sound). Cal assenyalar que algunes de les pel·lícules, com Sunrise i City Lights, es van estrenar amb música gravada i efectes de so, però es classifiquen com a mudes seguint el criteri actual dels historiadors i professionals de la indústria, que consideren que el diàleg parlat és el factor determinant que distingeix el cinema mut del cinema dramàtic sonor. Del període de sis anys 1927-1932, onze pel·lícules mudes estan àmpliament reconegudes com a obres mestres i només una pel·lícula parlada:
pel·lícules mudes
- 1927: El maquinista de la General (EUA;VV01,S & S02), Metropolis (Alemanya ;VV01,S & S02), Napoléon (França;T95),Octubre (URSS;VV01);Sunrise (EUA;T95,VV01,S & S02)
- 1928: La Passion de Jeanne d'Arc (França;T95,VV01,S & S02), Steamboat Bill Jr. (L'heroi del riu) (EUA;VV01)
- 1929: L'home de la càmera de cinema (URSS;VV01,S & S02), Die Büchse der Pandora (Lulú, la caixa de Pandora) (Alemanya;TO 95)
- 1930: Zemlya (URSS;T95)
- 1931: City Lights (EUA;T95,VV01,S & S02)
- 1932: producció de cinema mut insignificant

pel·lícules parlades
- 1927: producció de cinema parlat insignificant
- 1928: cap
- 1929: cap
- 1930: cap
- 1931: M (Alemanya;VV01,S & S02)
- 1932: cap

El primer film sonor en rebre una aprovació crítica gairebé universal va ser Der blaue Engel (L'àngel blau); estrenada l'1 d'abril de 1930, va ser dirigida per Josef von Sternberg en dues versions (alemanya i anglesa) per a l'estudi UFA de Berlín. El primer film parlat nord-americà àmpliament respectat va ser All quiet on the western front (Sense novetat al front) dirigida per Lewis Milestone, que es va estrenar aquell 21 d'abril. L'altra pel·lícula dramàtica sonora internacionalment aclamada de l'any va ser Westfront 1918 (Quatre d'infanteria), dirigida per G. W. Pabst per a Nero-Film de Berlín. Els historiadors culturals consideren la francesa L'Âge d'or, dirigida per Luis Buñuel, que va aparèixer a l'octubre de 1930, una de les més innovadores estèticament, encara que més com un senyal d'expressió del moviment surrealista que com a cinema en si. La pel·lícula sonora més antiga aviu reconeguda per la majoria dels historiadors de cinema com a obra mestra és M de Nero-Film, dirigida per Fritz Lang, que es va estrenar l'11 de maig de 1931.

### Forma cinematogràfica
"Una pel·lícula que parla és tan innecessària com un llibre que canta" va proclamar el 1927 el crític Viktor Shklovsky, un dels líders del moviment formalista rus. Però mentre alguns consideraven que el so és irreconciliable amb l'art cinematogràfic, d'altres hi van veure l'ocasió d'obrir un nou camp d'oportunitats creatives. Un any després d'aquesta declaració, un grup de directors de cinema soviètic, en tre els quals Sergei Eisenstein, van proclamar que l'ús de la imatge i el so en juxtaposició, l'anomenat mètode contrapuntal, portaria el cinema a "un potencial sense precedents i a un cim de la cultura. Aquest mètode per a construir el cinema sonor no el restringirà a un mercat nacional, com ha de passar amb les fotografies de representacions, sinó que li donarà una possibilitat més gran que mai per a la circulació per tot el món d'una idea expressada fílmicament."
El 12 de març de 1929, es va estrenar el primer film parlat fet a Alemanya. La producció inaugural de Tobis Filmkunst, no va ser un drama sinó un documental patrocinat per una companyia naviliera: Melodie der Welt (Melodia del món), dirigida per Walter Ruttmann. Aquest va ser potser el primer film del món que va explorar significativament les possibilitats artístiques d'unir imatges en moviment amb so gravat. Com descriu l'erudit William Moritz, la pel·lícula és "intricada, dinàmica, de ritme accelerat ... juxtaposant hàbits culturals similars de països arreu del món, amb un música orquestral espéndida ... i molts efectes de so sincronitzats." El compositor Lou Lichtveld va ser un dels artistes contemporanis impressionats amb la pel·lícula: "Melodie der Welt es va convertir en el primer documental sonor important, el primer on els sons musicals i no musicals estaven compostos dins d'una única unitat i on la imatge i el so estan controlats per un i el mateix impuls." Melodie der Weltva ser una influència directa en la pel·lícula industrial Phillips Radio (1931), dirigida pel director de cinema d'avantguarda Joris Ivens i la música composta per Lichtveld, que va descriure així els seus objectius audiovisuals:

Per presentar les impressions semi-musicals de sons de fàbrica en un complex món d'àudio, es movia entre la música absoluta i els sorolls de la naturalesa purament documentals. En aquesta pel·lícula pot trobar-se cada etapa intermèdia: el moviment de les màquines interpretat per la música, els sorolls de les màquines dominant la música de fons, la música per si mateixa és el documental, i aquestes escenes van ser el pur so del solo de les màquines funcionant.

Altres experiments similars es troben a l'aobra d'autors com Dziga Vèrtov a Entuziazm, del 1931, o Charles Chaplin a Modern Times, un lustre després.
Uns pocs directors comercials innovadors es van esforçar immediatament en emprar el so com un recurs purament cinematogràfic, més enllà de la simple funció de suport del diàleg. A Blackmail, Hitchcock va manipular la reproducció del monòleg d'un personatge de manera que la paraula "ganivet" sobresortís d'un confús corrent de so, reflectint la impressió subjectiva del protagonista, que està desesperat per ocultar la seva implicació en un terrible apunyalament. En el seu primer film, Applause (1929), Rouben Mamoulian va crear la il·lusió de profunditat acústica variant el volum del so ambient en proporció a la distància de les preses. En moment del film, Mamoulian volia que l'audiència sentís un personatge cantant i, alhora, un altre que pregava. Segons el director, "van dir-me que no podríem gravar ambdes dues coses, la cançó i la pregària, amb un micro i un canal. Així que vaig dir al tècnic de so: perquè no utilitzem dos micros i dos canals i combinem les dues pistes en postproducció?" Aquests mètodes acabarien convertint-se en procediments estàndard del cinema.
Una de les primeres pel·lícules comercials que va treure el màxim partit de les noves oportunitats proporcionades pel so gravat va ser Le Million, dirigida per René Clair i produïda per la divisió francesa de Tobis. Estrenada a París l'abril de 1931 i a Nova York un mes després, la pel·lícula va ser un èxit tant popular com de crítica. Tot i ser una comèdia musical amb un argument bàsic, és memorable pels seus èxits formals, en particular pel seu tractament categòricament artificial del so. Com descriu l'erudit Donald Crafton,

Li Millionno ens deixa oblidar en cap instant que el component acústic és una construcció tant com el plató blanquinós. Va reemplaçar el diàleg amb actors cantant i parlant en rodolins. Clair va crear confusions jocoses entre els sons del que apareixia en pantalla i del que no es veia. També va experimentar amb trucatges d'àudio asíncron, com en la famosa escena on la cerca de l'abric robat és sincronitzada amb la cridòria d'una multitud invisible al furbol (o al rugbi).

Aquestes tècniques i d'altres similars formen pat avui del vocabulari de les pel·lícules sonores de comèdia, encara que com efectes especials i "color", no com la base per al tipus de disseny extens i no-naturalista aconseguit per Clair. Fora del camp de la comèdia, el tipus de pel·lícula sonora arriscada, exemplificat per Melodie der Welt i Le Million, seria molt rar en la producció comercial. Hollywood, en particular, es limità a incorporar la tecnologia del so al fiable sistema existent de creació de pel·lícules de gènere, on les possibilitats formals del nou mitjà van restar subordinades als objectius tradicionals d'afirmació d'estrelles i de narració lineal d'històries. Com va predir amb precisió Frank Woods el 1928, secretari de l'Acadèmia de les Arts i les Ciències Cinematogràfiques de Hollywood, "Les pel·lícules parlades del futur seguiran la línia general de tractament desenvolupat fins ara per les pel·lícules mudes de drama. (...) Les escenes parlades requeriran un maneig diferent, però la construcció general de la història serà molt semblant."